# Мужская сборная Швейцарии по баскетболу 3×3
Мужская сборная Швейцарии по баскетболу 3×3 представляет Швейцарию на международных соревнованиях по баскетболу 3×3. Управляющим органом является Федерация баскетбола Швейцарии.
По состоянию на 7 сентября 2024, мужская сборная Швейцарии по баскетболу 3×3 занимает 12-е место в мировом рейтинге ФИБА мужских сборных по баскетболу 3×3.

## Результаты выступлений
| Турнир                             | Золото | Серебро | Бронза | Всего |
| ---------------------------------- | ------ | ------- | ------ | ----- |
| Чемпионат мира по баскетболу 3×3   | —      | —       | —      | —     |
| Чемпионат Европы по баскетболу 3×3 | —      | —       | —      | —     |
| Европейские игры                   | —      | —       | —      | —     |
| Итого                              | —      | —       | —      | —     |

### Чемпионат мира по баскетболу 3×3
| Год       | Место          | Игры           | Победы         | Поражения      | Состав команды                                                |
| --------- | -------------- | -------------- | -------------- | -------------- | ------------------------------------------------------------- |
| 2012—2022 | не участвовали | не участвовали | не участвовали | не участвовали | не участвовали                                                |
| Вена 2023 | 9              | 5              | 3              | 2              | Jonathan Dubas, Marco Lehmann, Gilles Martin, Westher Molteni |

### Чемпионат Европы по баскетболу 3×3
| Год            | Место          | Игры           | Победы         | Поражения      | Состав команды                                                       |
| -------------- | -------------- | -------------- | -------------- | -------------- | -------------------------------------------------------------------- |
| Бухарест 2014  | 14             | 3              | 0              | 3              | Ravindra Amunugama, Cyril Baechler, Westher Molteni, Mathias Tolusso |
| 2016           | не участвовали | не участвовали | не участвовали | не участвовали | не участвовали                                                       |
| Амстердам 2017 | 9              | 2              | 0              | 2              | Natan Jurkovitz, Marco Lehmann, Gilles Martin, Westher Molteni       |
| Бухарест 2018  | 10             | 2              | 0              | 2              | Marco Lehmann, Gilles Martin, Westher Molteni, Badara Top            |
| 2019—2023      | не участвовали | не участвовали | не участвовали | не участвовали | не участвовали                                                       |
| Вена 2024      | 4              | 5              | 3              | 2              | Jonathan Dubas, Natan Jurkovitz, Jonathan Kazadi, Marco Lehmann      |

### Европейские игры
| Год         | Место          | Игры           | Победы         | Поражения      | Состав команды                                                    |
| ----------- | -------------- | -------------- | -------------- | -------------- | ----------------------------------------------------------------- |
| Баку 2015   | 16             | 4              | 0              | 4              | Evrard Atcho, Westher Molteni, Nicola Stevanovic, Mathias Tolusso |
| 2019        | не участвовали | не участвовали | не участвовали | не участвовали | не участвовали                                                    |
| Краков 2023 | 14             | 3              | 0              | 3              | Marco Lehmann, Gilles Martin, Westher Molteni, Titouan Vannay     |